# Sobeys
Sobeys Inc. er en canadisk dagligvarekoncern, der har over 1.500 dagligvarebutikker i Canada under forskellige koncepter. De har hovedkvarter i Stellarton, Nova Scotia. Det er et datterselskab til fødevarekoncernen Empire Company Limited.